# Радиалносиметрични
Радиалносиметричните (Radiata) са радиално симетрични животни от подцарство Eumetazoa (Същински многоклетъчни). Терминът Radiata е имала различни значения в историята на класификация. Той е прилаган за бодлокожи, макар че бодлокожи са членове на Bilateria, защото имат двустранна симетрия в някои етапи от развитието си.
Томас Кавалиър-Смит дефинира подцарство наречено Radiata през 1983 г., състоящо се от типовете Porifera (водни гъби), Myxozoa, Placozoa, Cnidaria (мешести) и Ctenophora (гребенести), като по този начин включва всички животни, които не са причислени към Bilateria.
Класификация на Лин Маргулис и К.В. Шварц, запазва Cnidaria и Ctenophora в Radiata. Кладистичните класификации не признават Radiata, като единен клон на животните.
Radiata, са двупластни, което означава, че има два основни зародишни слоя: ендодерма и ектодерма, които се запазват през целия им жизнен цикъл.
Въпреки че радиална симетрия обикновено се дава като определяща черта на радиалносиметричните, няколко членове на класа Anthozoa, които понастоящем се считат за най-основната и най-старата група на Cnidaria, всъщност са двустранно симетрични. Nematostella vectensis е един такъв пример. По-нови изследвания категорично показва, че двустранната симетрия еволюира преди разделянето между и Bilateria Cnidaria, и че радиално симетричните мешести, вторично са развили радиална симетрия, което означава, че двустранната симетрия при видове като Н. vectensis, е първична. Също така на свободно плуващите ларви на мешести (planula) показват двустранна симетрия. Гребенистите също показват двустранна симетрия.